# Battista Franco
Pour les articles homonymes, voir Franco et Veneziano.
Battista Franco ou Battista Franco Veneziano, né Giovanni Battista Franco, connu aussi sous le nom Il Semolei (Venise av. 1510 - 1561), est un peintre maniériste et graveur à l'eau-forte qui a opéré à Rome, Urbino et Venise.

## Biographie
Battista Franco réalisa vers 1555 pour le cardinal Barbaro le tableau du retable de la chapelle Barbaro à l’Église San Francesco della Vigna à Venise. C'est lui qui a réalisé les grotesques et les décorations latérales de l'escalier d'Or au palais des doges à Venise.

## Œuvres
- La Bataille de  Montemurlo au palais Pitti de Florence (1537),
- L'Arrestation de saint Jean-Baptiste, fresque  à l'Oratorio San Giovanni Decollato (1541)
- Les fresques des plafonds de la Biblioteca Marciana, la bibliothèque Saint-Marc de Venise
- Le baptême du Christ entre Saint-François et Bernardin de Sienne, Église San Francesco della Vigna Venise (1554-1555)
- Fresques de la chapelle Grimani dans San Francesco della Vigna

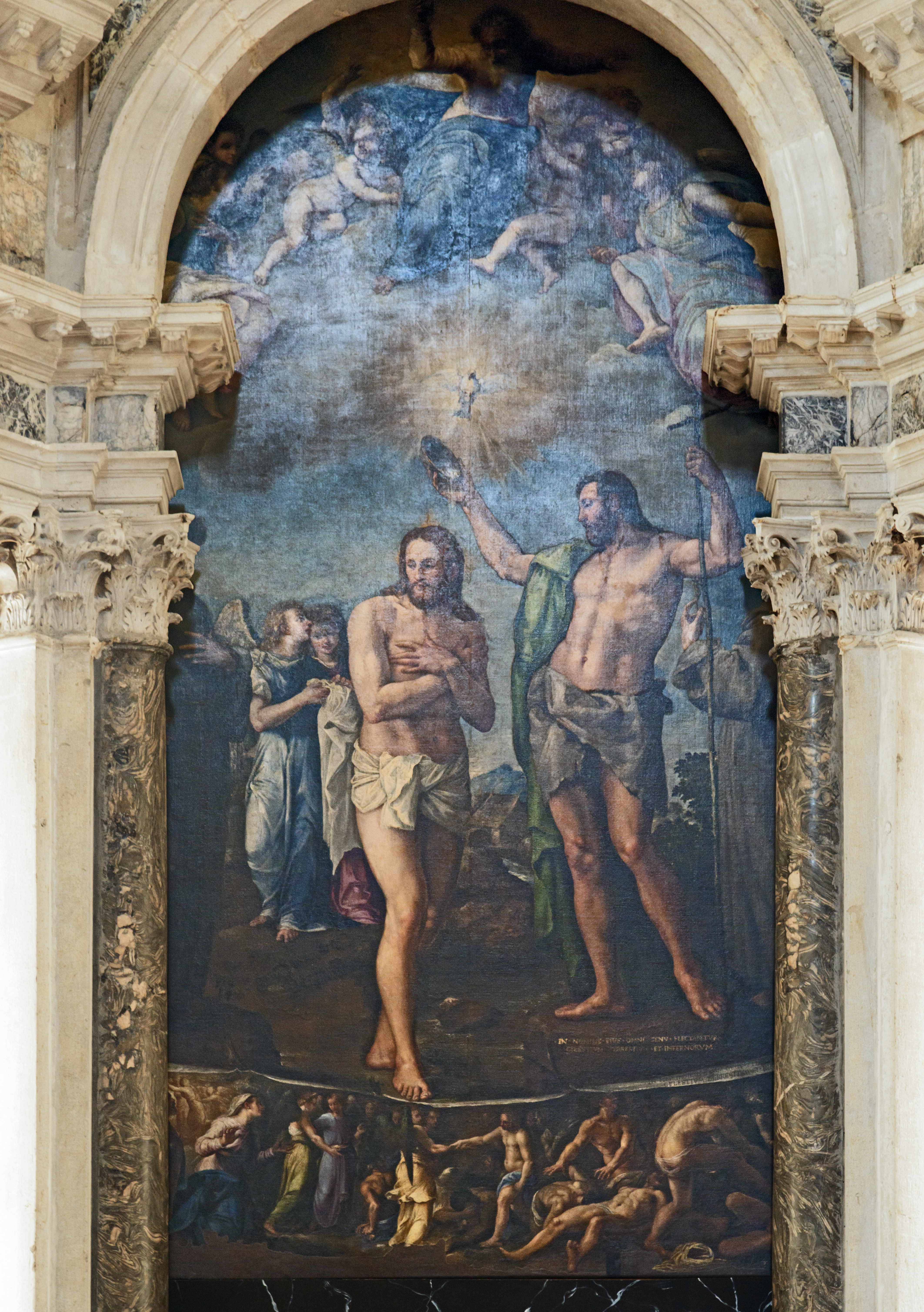
"Le baptême du Christ" Église San Francesco della Vigna
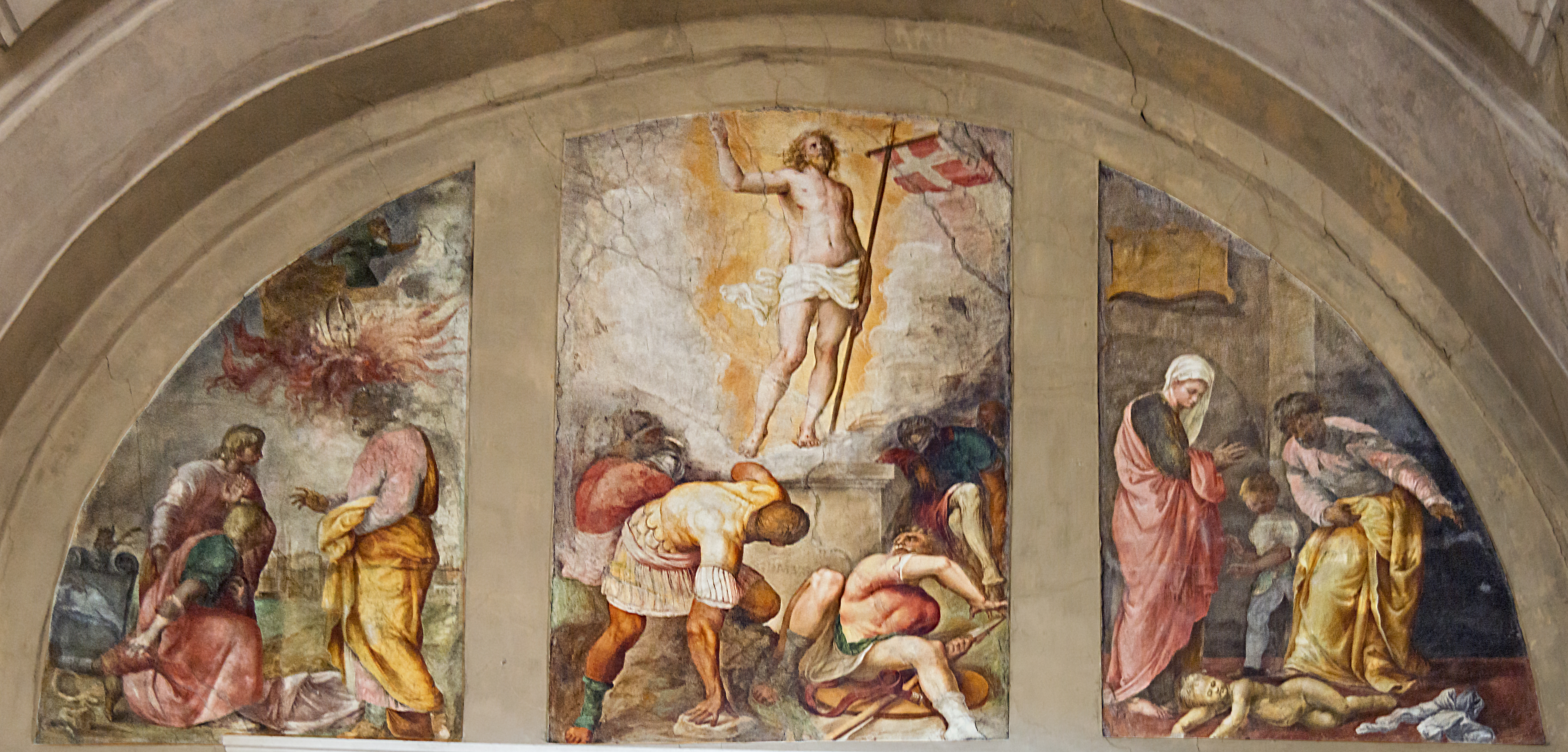
Fresques de la chapelle Grimani Église San Francesco della Vigna